# 堀場美希
堀場美希（日语：／ Horiba Miki，2月12日—），日本女性配音員。出身於愛知縣。Object （页面存档备份，存于）所屬。身高159cm。O型血。

## 人物簡介
2014年5月是WITH LINE所屬，2017年2月從WITH LINE離所。2018年1月現在是Object （页面存档备份，存于）所屬。
興趣有攝影、走訪神社、觀賞電影、購物。特長有吹單簧管、Y字平衡、土字開腿。

## 演出作品

### 電視動畫
2015年
- GANGSTA.（娼婦）

2018年
- （兔子女孩）

2019年
- 神田川JET GIRLS（客）
- 消滅都市（敦子）

2020年
- 令和版（ぶちさん）
- BanG Dream！ 3rd Season（女學生）
- 攀岩！ -Climbing Girls-（卡塔魯諾女子A、女高中生B）

2021年
- 本田小狼與我（學生）
- SAKUGAN（女性客B）

2024年
- 常軌脫離Creative（鎌倉詩櫻[2]）

### 遊戲
2016年
- 激突！Crash Fight（輝夜姬）

2017年
- 克魯賽德戰記（瓦爾尼爾、琉德米拉）
- 超時空戰記（愛蜜莉·利奧波德）

2018年
- 卡里古拉：過量強化
- 三志（陸遜）
- 城與龍（日语：城とドラゴン）（[3]）
- 騎士編年史（提洛納）

2019年
- GUNBIT（梅杜莎、巨人俱樂部）

2020年
- 殺戮魅影（·神令·）

2022年
- 怪物彈珠（果心居士[4]）

### 其它
- 溫泉女孩（平湯光春）

## 外部連結
- Object公式官網的聲優簡介 （页面存档备份，存于） （日語）
- 堀場美希的X（前Twitter） （日語）
- 堀場美希的Instagram帳戶 （日語）